# Eerste klasse 1999-00 (voetbal België)
Het seizoen 1999/2000 van de Belgische Jupiler Liga ging van start op 6 augustus 1999 en eindigde op 11 mei 2000. RSC Anderlecht werd landskampioen.

## Gepromoveerde teams
Deze teams waren gepromoveerd uit de Tweede Klasse voor de start van het seizoen:
- KV Mechelen (kampioen in Tweede)
- KFC Verbroedering Geel (eindrondewinnaar)

## Degraderende teams
Deze teams degradeerden naar Tweede Klasse op het eind van het seizoen:
- KFC Verbroedering Geel
- Lommel SK

## Titelsucces van Anderlecht
RSC Anderlecht was zeker van de landstitel op 21 april 2000, na de 1-0 nederlaag van rivaal Club Brugge op het veld van Lierse. Na deze speeldag volgden nog drie wedstrijden en Anderlecht had een voorsprong van zeven punten, een kloof die Brugge nu niet meer kon overbruggen. Anderlecht zelf won de dag erop met 1-4 bij Racing Genk.

## Europese strijd
Club Brugge eindigde op de tweede plaats, wat een Europees ticket opleverde, net als de derde plaats van KAA Gent. Opmerkelijk was dat naast deze clubs en bekerwinnaar Genk ook Lierse na het eind van het seizoen een Europese plaats kreeg voor volgende seizoen. De UEFA kende immers aan drie competities die goed hebben gescoord in een fair-play-klassement een extra plaats toe voor de UEFA Cup. In 2000 zouden zo Rayo Vallecano uit Spanje, Lierse en IFK Norrköpig uit Zweden door deze fair-play-regel Europees mogen aantreden.

## Personen en sponsors
| #  | Club                | Plaats       | Stadion                      | Capac. | Trainer             | Vorige trainers seizoen 1999/2000                 | Aanvoerder                 | Hoofdsponsor           |
| -- | ------------------- | ------------ | ---------------------------- | ------ | ------------------- | ------------------------------------------------- | -------------------------- | ---------------------- |
| 1  | Eendracht Aalst     | Aalst        | Pierre Cornelisstadion       | 10.000 | Barry Hulshoff      |                                                   | Kris Temmerman             | Safir                  |
| 2  | KAA Gent            | Gent         | Jules Ottenstadion           | 18.215 | Trond Sollied       |                                                   | Edin Ramčić                | VDK Spaarbank          |
| 3  | RSC Anderlecht      | Anderlecht   | Constant Vanden Stockstadion | 28.063 | Aimé Antheunis      |                                                   | Pär Zetterberg             | Generale Bank / Fortis |
| 4  | KSK Beveren         | Beveren      | Freethiel                    | 13.290 | Emilio Ferrera      | Stani Gzil, Bert Van Puymbroeck                   | Bert Dhont                 | Pioneer                |
| 5  | Excelsior Moeskroen | Moeskroen    | Le Canonnier                 | 9.000  | Hugo Broos          |                                                   | Yves Vanderhaeghe          | Meubelen Toff          |
| 6  | Club Brugge         | Brugge       | Jan Breydelstadion           | 29.975 | René Verheyen       |                                                   | Vital Borkelmans           | Gemeentekrediet        |
| 7  | Germinal Beerschot  | Antwerpen    | Olympisch Stadion            | 10.030 | Franky Van der Elst |                                                   | Gunther Hofmans            | Young Charly           |
| 8  | KRC Harelbeke       | Harelbeke    | Forestiersstadion            | 9.737  | Henk Houwaart       |                                                   | Martin Laamers             | Mauer                  |
| 9  | Lommel SK           | Lommel       | Gemeentelijk Sportcentrum    | 13.500 | Harm van Veldhoven  | Jos Daerden                                       | Daniël Nassen              | Sensodyne              |
| 10 | KV Mechelen         | Mechelen     | Achter de Kazerne            | 9.000  | Gunther Jacob       |                                                   | Johan Bal                  | Boffin                 |
| 11 | Verbroedering Geel  | Geel         | De Leunen                    | 11.500 | Sándor Popovics     | Paul Put, Dimitri M'Buyu                          | Peter Meeusen              | Publi Van Dyck         |
| 12 | Lierse SK           | Lier         | Herman Vanderpoortenstadion  | 14.538 | Walter Meeuws       |                                                   | Eric Van Meir              | Krefima                |
| 13 | KSC Lokeren         | Lokeren      | Daknamstadion                | 9.560  | Georges Leekens     | Willy Reynders, Rudy Cossey & Ronny Van Geneugden | Chris Janssens             | Deschacht              |
| 14 | Racing Genk         | Genk         | Thyl Gheyselinckstadion      | 21.000 | Johan Boskamp       | Jos Heyligen                                      | Domenico Olivieri          | Ford Nitto             |
| 15 | Sint-Truidense VV   | Sint-Truiden | Staaien                      | 14.785 | Willy Reynders      | Poll Peters                                       | Eddy Dierickx              | Eburon                 |
| 16 | Sporting Charleroi  | Charleroi    | Mambourg                     | 18.593 | Manu Ferrera        | Luka Peruzović , Raymond Mommens                  | Dante Brogno               | diverse sponsors       |
| 17 | Standard de Liège   | Luik         | Stade Maurice Dufrasne       | 30.023 | Tomislav Ivić       | Tomislav Ivić, Željko Mijač, Jean Thissen         | Guy Hellers / Didier Ernst | Cirio                  |
| 18 | KVC Westerlo        | Westerlo     | 't Kuipje                    | 7.700  | Jan Ceulemans       |                                                   | Rudy Janssens              | Veralu                 |

## Eindstand
|             |    |                    | P  | W  | G  | V  | +  | -  | DS  | Ptn |
| ----------- | -- | ------------------ | -- | -- | -- | -- | -- | -- | --- | --- |
| K (CL)      | 1  | Anderlecht         | 34 | 22 | 9  | 3  | 86 | 36 | +50 | 75  |
| (UEFA)      | 2  | Club Brugge        | 34 | 21 | 4  | 9  | 70 | 32 | +38 | 67  |
| (UEFA)      | 3  | KAA Gent           | 34 | 20 | 3  | 11 | 78 | 54 | +24 | 63  |
|             | 4  | Moeskroen          | 34 | 16 | 9  | 9  | 67 | 45 | +22 | 57  |
|             | 5  | Standard Luik      | 34 | 18 | 2  | 14 | 66 | 52 | +14 | 56  |
|             | 6  | Westerlo           | 34 | 16 | 8  | 10 | 73 | 66 | +7  | 56  |
|             | 7  | Germinal Beerschot | 34 | 16 | 7  | 11 | 56 | 45 | +11 | 55  |
| (beker)     | 8  | Genk               | 34 | 16 | 6  | 12 | 63 | 59 | +4  | 54  |
| (fair play) | 9  | Lierse             | 34 | 15 | 7  | 12 | 65 | 47 | +18 | 52  |
|             | 10 | Lokeren            | 34 | 12 | 11 | 11 | 56 | 58 | −2  | 47  |
|             | 11 | KV Mechelen        | 34 | 12 | 5  | 17 | 47 | 77 | −30 | 41  |
|             | 12 | Eendracht Aalst    | 34 | 11 | 4  | 19 | 53 | 72 | −19 | 37  |
|             | 13 | Sint-Truiden       | 34 | 10 | 7  | 17 | 41 | 65 | −24 | 37  |
|             | 14 | Harelbeke          | 34 | 10 | 5  | 19 | 56 | 72 | −16 | 35  |
|             | 15 | Beveren            | 34 | 9  | 8  | 17 | 51 | 69 | −18 | 35  |
|             | 16 | Charleroi          | 34 | 7  | 10 | 17 | 42 | 62 | −20 | 31  |
| D           | 17 | Verbroedering Geel | 34 | 5  | 13 | 16 | 32 | 60 | −28 | 28  |
| D           | 18 | Lommel             | 34 | 5  | 12 | 17 | 35 | 66 | −31 | 27  |

P: wedstrijden gespeeld, W: wedstrijden gewonnen, G: gelijke spelen, V: wedstrijden verloren, +: gescoorde doelpunten, -: doelpunten tegen, DS: doelsaldo, Ptn: totaal punten
K: kampioen, D: degradeert, (beker): bekerwinnaar, (CL): geplaatst voor Champions League, (UEFA): geplaatst voor UEFA-beker. (fair play): Europees geplaatst via wildcard voor fair

## Topscorers
| Scorer           | Goals | Team           | Land          |
| ---------------- | ----- | -------------- | ------------- |
| Toni Brogno      | 30    | KVC Westerlo   | België        |
| Ole Martin Årst  | 30    | KAA Gent       | Noorwegen     |
| Jan Koller       | 20    | RSC Anderlecht | Tsjechië      |
| David Paas       | 19    | KRC Harelbeke  | België        |
| Eric Van Meir    | 15    | Lierse         | België        |
| Tomasz Radzinski | 14    | RSC Anderlecht | Canada/ Polen |
| Dante Brogno     | 14    | Charleroi      | België        |
| Marcin Żewłakow  | 14    | Moeskroen      | Polen         |
| Pär Zetterberg   | 14    | RSC Anderlecht | Zweden        |

## Trainerswissels
| Trainer             | Datum             | Club               | Reden voor ontslag                                            | Positie | Opvolger(s)         | Datum aanstellen opvolger |
| ------------------- | ----------------- | ------------------ | ------------------------------------------------------------- | ------- | ------------------- | ------------------------- |
| Willy Reynders      | 16 augustus 1999  | KSC Lokeren        | Slechte resultaten (0 op 6)                                   | 18e     | Georges Leekens     | 28 augustus 1999          |
| Tomislav Ivić       | 20 september 1999 | Standard Luik      | Slechte resultaten                                            | 14e     | Željko Mijač        | 20 september 1999         |
| Stani Gzil          | 21 oktober 1999   | KSK Beveren        | Slechte resultaten                                            | 18e     | Bert Van Puymbroeck | 2 november 1999           |
| Bert Van Puymbroeck | 2 november 1999   | KSK Beveren        | Slechte resultaten                                            | 17e     | Emilio Ferrera      | 2 november 1999           |
| Poll Peters         | 16 november 1999  | Sint-Truidense VV  | Slechte resultaten                                            | 15e     | Willy Reynders      | 16 november 1999          |
| Luka Peruzović      | 8 december 1999   | Sporting Charleroi | Slechte resultaten                                            | 12e     | Raymond Mommens     | 8 december 1999           |
| Jos Daerden         | 14 december 1999  | Lommel SK          | Slechte resultaten (1 zege in 17 wedstrijden)                 | 17e     | Harm van Veldhoven  | 14 december 1999          |
| Željko Mijač        | 29 december 1999  | Standard Luik      | Mijač vroeg langdurig contract, Standard weigerde dat         | 8e      | Jean Thissen        | 29 december 1999          |
| Paul Put            | 24 januari 2000   | Verbroedering Geel | Slechte resultaten, kritiek op transferbeleid van het bestuur | 18e     | Dimitri M'Buyu      | 24 januari 2000           |
| Jos Heyligen        | 6 februari 2000   | Racing Genk        | Slechte resultaten                                            | 4e      | Johan Boskamp       | 6 februari 2000           |
| Dimitri M'Buyu      | 15 februari 2000  | Verbroedering Geel | Slechte resultaten                                            | 17e     | Sándor Popovics     | 15 februari 2000          |
| Raymond Mommens     | 17 maart 2000     | Sporting Charleroi | Stapte op na bestuurswissel                                   | 16e     | Manu Ferrera        | 17 maart 2000             |
| Jean Thissen        | 9 mei 2000        | Standard Luik      | Ivić werd teruggehaald voor bekerfinale                       | 5e      | Tomislav Ivić       | 9 mei 2000                |

## Individuele prijzen
- Gouden Schoen:  Lorenzo Staelens (RSC Anderlecht)
- Profvoetballer van het Jaar:  Marc Degryse (Germinal Beerschot)
- Trainer van het Jaar:  Aimé Antheunis (RSC Anderlecht)
- Keeper van het Jaar:  Filip De Wilde (RSC Anderlecht)
- Scheidsrechter van het Jaar:  Frank De Bleeckere
- Ebbenhouten Schoen:  Nzelo Lembi (Club Brugge)
- Jonge Profvoetballer van het Jaar:  Walter Baseggio (RSC Anderlecht)

1895/96 · 1896/97 · 1897/98 · 1898/99 · 1899/00 · 1900/01 · 1901/02 · 1902/03 · 1903/04 · 1904/05 · 1905/06 · 1906/07 · 1907/08 · 1908/09 · 1909/10 · 1910/11 · 1911/12 · 1912/13 · 1913/14 · 1914/15 · 1915/16 · 1916/17 · 1917/18 · 1918/19 · 
1919/20 · 1920/21 · 1921/22 · 1922/23 · 1923/24 · 1924/25 · 1925/26 · 1926/27 · 1927/28 · 1928/29 · 1929/30 · 1930/31 · 1931/32 · 1932/33 · 1933/34 · 1934/35 · 1935/36 · 1936/37 · 1937/38 · 1938/39 · 1939/40 · 1940/41 · 1941/42 · 1942/43 · 1943/44 · 1944/45 · 1945/46 · 1946/47 · 1947/48 · 1948/49 · 1949/50 · 1950/51 · 1951/52 · 1952/53 · 1953/54 · 1954/55 · 1955/56 · 1956/57 · 1957/58 · 1958/59 · 1959/60 · 1960/61 · 1961/62 · 1962/63 · 1963/64 · 1964/65 · 1965/66 · 1966/67 · 1967/68 · 1968/69 · 1969/70 · 1970/71 · 1971/72 · 1972/73 · 1973/74 · 1974/75 · 1975/76 · 1976/77 · 1977/78 · 1978/79 · 1979/80 · 1980/81 · 1981/82 · 1982/83 · 1983/84 · 1984/85 · 1985/86 · 1986/87 · 1987/88 · 1988/89 · 1989/90 · 1990/91 · 1991/92 · 1992/93 · 1993/94 · 1994/95 · 1995/96 · 1996/97 · 1997/98 · 1998/99 · 1999/00 · 2000/01 · 2001/02 · 2002/03 · 2003/04 · 2004/05 · 2005/06 · 2006/07 · 2007/08 · 2008/09 · 2009/10 · 2010/11 · 2011/12 · 2012/13 · 2013/14 · 2014/15 · 2015/16 · 2016/17 · 2017/18 · 2018/19 · 2019/20 · 2020/21· 2021/22 · 2022/23 · 2023/24 · 2024/25 · 2025/26